# 田营镇
田营镇，是中华人民共和国安徽省阜阳市界首市下辖的一个乡镇级行政单位。

## 行政区划
田营镇下辖以下地区：
田营村、姜楼村、吴桥村、魏窑村和李能村。